# الألعاب البارالمبية الشتوية 1988
الألعاب البارالمبية الشتوية 1988 هي النسخة الرابعة من الألعاب البارالمبية بدأت في 17 يناير وإنتهت في 24 يناير 1988 في إنسبروك، النمسا بعد نجاح عرض المدينة في الحصول على شرف استضافة الألعاب البارلمبية، شارك 377 رياضي في منافسات هذه النسخة ومن 22 دولة. إحتلت النرويج الصدارة في ترتيب الميداليات بعد فوزها ب25 ميدالية ذهبية.